# Kashibos
Els kashibos, cashibo o carapache són un poble indígena del Perú. Viuen a prop dels rius Aguaytía. San Alejandro i riu Súngaro. Els cashibso tenen tres subgrups, que són els pobles cashiñon, kakataibo, i ruño. Viuen principalment a cinc viles.

## Idioma
Els kashibos parlen la llengua kashibo, una de les llengües pano occidentals que s'escriu en alfabet llatí i s'ensenya a les escoles primàries.

## Història
Quan els missioners van ser abordats per primera vegada el 1757, els kashibos van matar-ne un i van obligar la resta a fugir. Mantenien relacions hostils amb les tribus veïnes. Es van unir a Juan Santos Atahualpa el 1744 en la destrucció de missions. El 1870, shetebos i Shipibo-conibo atacaren als cashibo.
Fins al segle XX els kashibo va evitar el contacte extern. El 1930 eren 4.000, però la seva població es va reduir per malalties. Simón Bolívar Odicio va dominar els kashibo del 1930 al 1940. Odicio era un kashibo que havia estat segrestat i criat pels shipibo. Va animar la tribu a obrir una carretera cap al seu territori, cosa que va provocar un assentament no nadiu i una ràpida aculturació, amb efectes devastadors sobre la tribu.
El 1940, el govern del Perú va oferir als kashibos supervivents una reserva; no obstant això, van declinar, desitjant romandre a la seva pròpia terra natal.

## Enllaços exterms
- Art cashibo Arxivat 2012-12-15 at Archive.is, Museu Nacional de l'Indi Americà